# ارخ بزرگ
آرخ بزرگ روستایی در بخش گلدشت شهرستان گمیشان استان گلستان ایران است.

## جمعیت
بر پایه سرشماری عمومی نفوس و مسکن در سال ۱۳۹۵ جمعیت این مکان ۳٬۱۲۸ نفر (۸۳۳ خانوار) بوده‌است.